# فلیسرید
فلیسرید (به سوئدی: Fliseryd) یک منطقه مسکونی است که در بخش مانستروس شهرستان کالمار در کشور سوئد واقع شده است. جمعیت فلیسرید در پایان سال ۲۰۱۰ بالغ بر ۶۷۷ نفر بوده است.